# Neotheronia amphimelaena
Neotheronia amphimelaena là một loài tò vò trong họ Ichneumonidae.